# Cadillac Brougham
O Brougham é um automóvel sedan de porte grande da Cadillac.